# Micarea magellanica
Micarea magellanica är en lavart som först beskrevs av Johannes Müller Argoviensis, och fick sitt nu gällande namn av Fryday. Micarea magellanica ingår i släktet Micarea och familjen Pilocarpaceae.   Inga underarter finns listade i Catalogue of Life.